# Јагодња (Братунац)
Јагодња је насељено мјесто у општини Братунац, Република Српска, БиХ. Према попису становништва из 1991. у насељу је живјело 286 становника.

## Становништво
| Демографија | Демографија | Демографија |
| Година      | Становника  | Становника  |
| ----------- | ----------- | ----------- |
| 1948.       | 264         |             |
| 1953.       | 305         |             |
| 1961.       | 315         |             |
| 1971.       | 287         |             |
| 1981.       | 255         |             |
| 1991.       | 286         |             |